# Amata warneckei
Amata warneckei är en fjärilsart som beskrevs av Hermann Stauder 1921. Amata warneckei ingår i släktet Amata och familjen björnspinnare. Inga underarter finns listade i Catalogue of Life.